# Plus One (película de 2019)
Plus One es una película de comedia romántica estadounidense de 2019, escrita, dirigida y producida por Jeff Chan y Andrew Rhymer. Protagonizada por Maya Erskine, Jack Quaid, Beck Bennett, Rosalind Chao, Perrey Reeves y Ed Begley Jr., la película sigue a dos viejos amigos solteros que aceptan ser el uno más del otro en cada boda a la que son invitados.
La película se estrenó en el Festival de Cine de Tribeca el 28 de abril de 2019, donde ganó el premio Narrative Audience Award, y fue estrenada el 14 de junio de 2019 por RLJE Films. Recibió críticas generalmente positivas de los críticos.

## Trama
Ben King y Alice Mori, amigos cercanos desde la universidad y ahora en sus veintitantos años, asisten a una boda en la que Alice, que recientemente rompió con su novio Nate debido a su infidelidad, se excede en el alcohol y Ben ayuda a cuidarla. Ben está obsesionado con su excompañera de clase Jess Ramsey y espera establecer una relación romántica con ella, pero se avergüenza cuando ella rechaza su intento de besarla porque está comprometida. En el hotel, Ben y Alice expresan su frustración por tener que pasar solos la temporada de bodas y deciden ayudarse mutuamente convirtiéndose en las citas del otro; con Alice también aceptando ayudar a Ben a conocer mujeres.  
Alice usa enfoques contundentes para presentar a Ben a varias mujeres solteras en las bodas, una de las cuales culmina con Ben teniendo una aventura de una noche. Sin embargo, Ben sigue obsesionado con encontrar la relación "perfecta" frente a las aventuras casuales. Ben va a jugar al golf con su padre, Chuck, y se entera de que le ha pedido a su novia Gina, mucho más joven, que se case con él y le pide a Ben que sea su padrino. Citando los dos matrimonios fallidos anteriores de Chuck, Ben le informa a su padre que se tome un tiempo para pensar en su decisión.
Después de otra boda, Ben y Alice se ven obligados a compartir una cama de hotel y Alice intenta abrazar a Ben, lo que lo hace sentir incómodo. La pareja asiste a la boda de uno de los miembros de la familia de Ben, y él y Alice casi se besan borrachos en la piscina después de una conversación profunda. Pierden el autobús de regreso al hotel y se ven obligados a caminar, y finalmente atraviesan un cementerio por el que Alice intenta correr y tropieza. Mientras Ben la ayuda con el corte en el brazo, se abrazan y tienen sexo. La pareja desayuna torpemente al día siguiente y deciden no discutir la noche anterior. Varias semanas después, Ben y Alice viajan a Hawái.para una boda de destino y una vez más abrazar su atracción mutua. La pareja se involucra románticamente y Ben también obtiene la aprobación de los padres de Alice después de ayudar a que la boda de su hermana sea un éxito. Alice se entera de que se le ha pedido a Ben que sea el padrino de boda de su padre y expresa su preocupación sobre por qué no se lo dijo o no aceptó. Ben expresa sus frustraciones con su padre y explica que todavía siente resentimiento por el divorcio de sus padres. Alice le dice que sus padres permanecieron juntos por ella y su hermana, a pesar del claro descontento mutuo.
Mientras Ben y Alice se preparan para asistir a otra boda, discuten porque Alice olvidó el regalo de bodas y su actitud indiferente frustra a Ben. En la boda, Ben le dice que no ve que su relación avance más y se separan. Una noche, Chuck llama a Ben para dar un paseo después de tomar ácido durante su despedida de soltero, y la pareja se reconcilia con Ben y finalmente accede a ser el padrino de su padre. Ben asiste solo al resto de las bodas y hace el ridículo borracho, lo que incita a su amigo Matt a intervenir. Después de una discusión, Ben se da cuenta de su error y aparece en una boda a la que Alice lo invitó previamente, y descubre que ella está de regreso con Nate. Intenta explicarse a Alice y le profesa su amor, pero ella lo reprende.
Algún tiempo después, Ben regresa a casa y encuentra a Alice esperándolo. La pareja se profesa su amor y retoman su relación. En la boda de Chuck, Ben da un discurso sincero a su padre y a su nueva madrastra Gina, mientras que Alice escucha alegremente con aprobación.

## Reparto
- Maya Erskine como Alice Mori
- Jack Quaid como Ben King
- Ed Begley Jr. como Chuck
- Rosalind Chao como Angela
- Beck Bennett como Matt
- Finn Wittrock como Steve
- Jon Bass como Cartelli
- Jessy Hodges como Amanda
- Emma Bell como Perfect Maid of Honor
- Perrey Reeves como Gina
- Jeff Ward como Trevor
- Maya Kazan como Shaina
- Allan Havey como Hannon
- Tom Virtue como Officiant
- Felisha Cooper como Kara
- Tim Chiou como Nate
- Max Jenkins como Nick
- Anna Konkle como Jenna
- Brianne Howey como Jess Ramsey[3]

## Producción
En noviembre de 2017, se anunció Maya Erskine, Jack Quaid, Ed Begley Jr., Finn Wittrock, Rosalind Chao, Perrey Reeves, Beck Bennett y Jon Bass se habían unido al elenco de la película, con Jeff Chan y Andrew Rhymer dirigiendo a partir de un guion. ellos escribieron. Ben Stiller, Nicholas Weinstock y Jackie Cohn se desempeñaron como productores ejecutivos bajo su marca Red Hour Films. Stu Pollard y Harris McCabe de Lunacy Productions también fueron productores ejecutivos. James Short y John Short de Inwood Road Films también actuaron como productores ejecutivos.

## Estreno
La película tuvo su estreno mundial en el Festival de Cine de Tribeca el 28 de abril de 2019 y ganó el Premio Narrativo del Público. Antes, RLJE Films adquirió los derechos de distribución de la película. Se estrenó en cines selectos, VOD y Digital HD el 14 de junio de 2019. Se estrenó en Hulu el 6 de agosto de 2019.
En Latinoamérica se estrenó en TNT el 17 de agosto de 2020.

## Recepción
En Rotten Tomatoes, la película tiene un índice de aprobación del 88% según 64 reseñas, con una calificación promedio de 7.1/10. El consenso crítico del sitio web dice: " Plus One revigoriza la comedia romántica con una salida entretenida elevada por protagonistas bien emparejados y una historia que abarca y trasciende los clichés del género". En Metacritic, la película tiene una puntuación media ponderada de 65 sobre 100 basada en 18 críticos, lo que indica "críticas generalmente favorables".
Nick Schager de Variety elogió la actuación de Maya Erskine y calificó la película como "un género que los fanáticos no querrán perderse". Ben Kenigsberg de The New York Times dijo que "Cada minuto que Erskine no está en una pantalla es un minuto perdido", mientras que Jon Frosch de The Hollywood Reporter calificó a Plus One como una "modesta comedia romántica que se deja llevar por el encanto y química".
Peter Bradshaw de The Guardian le dio a la película 2 de 5 estrellas y sugirió que "[ Plus One necesita] risas más grandes y más comedia irónica que Erskine claramente puede ofrecer". Wendy Ide de The Observer le dio a Plus One una calificación de 4 sobre 5, diciendo que la película es "un romance predecible de una extraña pareja" que "tiene un entusiasmo extra por la fantástica química en pantalla de sus protagonistas".